# Vasile Doukas Kamateros
Vasile Doukas Kamateros (în greacă Βασίλειος Δούκας Καματηρός, transliterat: Vasileios Doukas Kamateros; n. secolul al XII-lea – d. secolul al XIII-lea) a fost un aristocrat și înalt funcționar bizantin din a doua jumătate a secolului al XII-lea și începutul secolului al XIII-lea.

## Biografie
Vasile era fiul funcționarului și teologului Andronikos Doukas Kamateros⁠(d) și fratele împărătesei Euphrosyne Doukaina Kamatera⁠(d), soția lui Alexie al III-lea Angelos (1195–1203). O rudă apropiată a familiei imperiale — se crede că bunica sa, Irene Doukaina, a fost fiica protostratorului Mihail Doukas și nepoata împărătesei Irina Ducas, soția împăratului Alexie I Comnenul (1081–1118) —, el a deținut rangul înalt de Sebastos⁠(d), iar în 1166 a fost numit în funcția de Protonotarios⁠(d).
În anul 1182 a fost promovat la rangul de Logothetes tou dromou⁠(d), dar a fost destituit, orbit (aparent doar de un ochi) și alungat în Rusia, după ce a fost identificat drept unul dintre conspiratori în complotul din 1183 al lui Andronikos Angelos și Andronikos Kontostephanos⁠(d) împotriva împăratului Andronic I Comnenul (1182–1185), pe care tot ei îl ajutaseră să preia puterea. S-a întors apoi la Constantinopol după urcarea pe tron a lui Isaac al II-lea Angelos (1185–1195), a fost numit din nou în funcția de logothetes tou dromou și a rămas activ la curte sub domnia cumnatului său, Alexie al III-lea (1195-1203).
După ce Constantinopolul a fost capturat de cruciați în aprilie 1204, în timpul Cruciadei a patra, Vasile Kamateros a reușit să părăsească orașul și s-a stabilit la Niceea, unde a intrat în serviciul nepotului său, Teodor I Laskaris, care a înființat Imperiul de la Niceea și l-a trimis în anul 1209 într-o misiune diplomatică la regele Levon I al Ciliciei Armene, a cărui fiică urma să fie escortată la Niceea pentru a se căsători cu Teodor Laskaris.